# Csaba Zoltán Novák
Novák Csaba-Zoltán (n. 27 octombrie 1975, Miercurea Nirajului, România) este un senator român, ales în 2016. 